# Dragons Blood
Dragons Blood, intitolato Draconus: Cult of the Wyrm nell'edizione nordamericana, è un videogioco pubblicato nel 2000 per Dreamcast dalla Interplay in Europa e dalla Crave Entertainment in Nordamerica. È un hack and slash, nei panni di un guerriero o di una maga, con vista in terza persona tridimensionale e con ambientazione dark fantasy.